# Улица Шишкина (Ломоносов)
Улица Ши́шкина — улица в городе Ломоносове Петродворцового района Санкт-Петербурга, в историческом районе Мартышкино. Проходит от Новогорской улицы до улицы Дюма.
Названа в январе 1968 года в честь художника И. И. Шишкина, жившего и работавшего в соседней Мордвиновке. Её он запечатлел на своих картинах.

## Достопримечательности
- Один из сохранившихся мостов-путепроводов ОРАНЭЛ — в створе улицы, у современных железнодорожных путей.